# Вейгела
Вейгела (лат. Weigela) — род кустарников семейства Жимолостные (Caprifoliaceae).
Род назван в честь немецкого профессора химии, фармации и ботаники Кристиана Эренфрида фон Вайгеля.

## Распространение и экология
Представители рода дико произрастают в Восточной и Юго-восточной Азии, один вид на острове Ява. В России в лесах Дальнего Востока встречается 3 вида, интродуцированы 9 видов.
|                                                                                                 |
|                                                                                                 |
|                                                                                                 |
| Сверху вниз: Старый ствол (Вейгела корейская). Лист (Вейгела садовая). Цветок (Вейгела ранняя). |

Влаголюбивые, более или менее теневыносливые декоративные кустарники.
Размножают черенками и семенами, высеваемыми в ближайшую после сбора весну, обычно в тепличных условиях.

## Ботаническое описание
Листопадные прямостоячие кустарники, не образующие столонов.
Зимние почки с несколькими остроконечными чешуями. Листорасположение супротивное. Листья черешчатые, редко почти сидячие, пильчатые или пильчато-зубчатые, без прилистников.
Цветки одиночные или по одному-шести (редко более), на молодых, удлинённых, облиственных побегах в пазухах верхних листьев, белые, желтоватые, розовые, пурпурные или тёмно-красные, почти сидячие или на более менее развитых цветоножках, иногда срастающихся в общий цветонос. Чашечка с пятью лопастями, соединёнными в нижней части или раздельными; венчик трубчато-колокольчатый или воронковидный, двугубый или слегка зигоморфный, с пятью лопастями, трубка значительно длиннее лопастей. Тычинок пять, они короче венчика; пыльники линейные, свободные или спаянные под рыльцем вокруг столбика, столбик иногда выступающий; рыльце головчатое или колпачкообразное; завязь двугнёздная, продолговатая.
Коробочка деревянистая или хрящеватая, от узко цилиндрической до яйцевидно-эллипсоидальной, наверху суженная в носик, образованный верхней частью завязи, раскрывающаяся двумя створками, с семяносцем, остающимся в виде центральной колонки. Семена угловатые, мелкие, часто крылатые.

## Использование
В ландшафтном дизайне и озеленении этот кустарник используют при посадке групп и по одному, на склонах и откосах, для создания живой изгороди свободной формы и в композициях с многолетними растениями и кустарниками.

## Таксономия
Weigela Thunb., 1780, Kungl. Svenska vetenskapsakademiens handlingar [ser. 2] t.1. 137.

### Синонимы
- Calyptrostigma Trautv. & C.A.Mey.
- Calysphyrum Bunge
- Macrodiervilla Nakai
- Weigelastrum Nakai

### Виды
Род насчитывает от 7 до 15 видов, некоторые из них:
- Weigela coraeensis Thunb. — Вейгела корейская
- Weigela decora (Nakai) Nakai
- Weigela floribunda (Siebold & Zucc.) K.Koch — Вейгела обильноцветущая
- Weigela florida (Bunge) A.DC. — Вейгела цветущая
- Weigela hortensis (Siebold & Zucc.) K.Koch — Вейгела садовая
- Weigela japonica Thunb. typus[1] — Вейгела японская
- Weigela maximowiczii (S.Moore) Rehder — Вейгела Максимовича
- Weigela middendorffiana (Carriere) K.Koch — Вейгела Миддендорфа
- Weigela praecox (Lemoine) L.H.Bailey — Вейгела ранняя
- Weigela sinica (Rehder) H.Hara
- Weigela suavis (Kom.) Bailey. — Вейгела приятная
- Weigela subsessilis (Nakai) L.H.Bailey
- Weigela toensis Nakai

### Сорта
- Weigela 'Naomi Campbell'